# Nelsonphotus aridus
Nelsonphotus aridus là một loài bọ cánh cứng trong họ Đom đóm (Lampyridae). Loài này được Cicero miêu tả khoa học năm 2006.